# San Vicente de Tagua Tagua
San Vincente är en kommun i Chile.   Den ligger i provinsen Provincia de Cachapoal och regionen Región de O'Higgins, i den södra delen av landet, 120 km söder om huvudstaden Santiago de Chile.
Trakten runt San Vincente består i huvudsak av gräsmarker. Runt San Vincente är det ganska tätbefolkat, med 86 invånare per kvadratkilometer.